# 新富町立富田中学校
新富町立富田中学校（しんとみちょうりつ とんだちゅうがっこう）は、宮崎県児湯郡新富町富田東二丁目にある公立中学校である。

## 概要
- 生徒数：266名
- 学級数：通常7 特別支援2
（2020年9月18日現在）[1]

## 教育方針
教育目標
「豊かな心、すぐれた知性、たくましい体を備え粘り強さと実践力のある生徒の育成」

## 沿革

### 富田中学校
- 1947年（昭和22年）5月8日 - 「富田村立富田中学校」を開校。
- 1953年（昭和28年）11月3日 - 校歌を制定。
- 1956年（昭和31年）11月1日 - 学校給食を開始。
- 1959年（昭和34年）3月31日 - 新富町の発足により、「新富町立富田中学校」に改称。
- 1965年（昭和40年）2月28日 - 体育館が竣工。
- 1969年（昭和44年）9月21日 - 国旗掲揚台が竣工。校旗を選定。
- 1971年（昭和46年）3月31日 - プールが完成。
- 1986年（昭和61年）10月25日 - 大阪府寝屋川市立第十中学校と姉妹校協定を締結。
- 1995年（平成7年）3月31日 - 講堂および格技場が完成。
- 1997年（平成9年）11月4日 - 創立50周年記念式典を挙行。
- 2010年（平成22年）12月27日 - 新校舎に移転。
- 2011年（平成23年）1月21日 - 新校舎完成記念式典を挙行。

### ルピナス学園分校
- 1969年（昭和44年）4月1日 - 富田中学校に「ルピナス学園特殊学級」が許可される。
- 1973年（昭和48年）4月1日 - 「ルピナス学園分校」に昇格。
- 1979年（昭和54年）3月31日 - 宮崎県立児湯養護学校（現・宮崎県立児湯るぴなす支援学校）の開校に伴い、本分校を閉校。

## 通学区域
- 大字上富田の全域
- 大字下富田の全域（字二ツ立浦を除く）
- 大字三納代の全域
- 大字新田字平伊倉の一部
- 大字日置の全域
- 富田1丁目、富田2丁目の全域
- 富田東1丁目、富田東2丁目、富田東3丁目の全域
- 富田西1丁目、富田西2丁目、富田西3丁目の全域
- 富田南1丁目、富田南2丁目、富田南3丁目、富田南4丁目の全域[2]

## 交通
最寄りの鉄道駅
JR日豊本線 「日向新富駅」より900m（徒歩11分）
最寄りのバス停
宮崎交通バス 高鍋線（三納代経由） 「富田中学校前」バス停より170m（徒歩2分）
最寄りの道路
宮崎県道306号今別府八幡線 「新富町平田」交差点

## 周辺
- 新富町立富田小学校
- 宮崎県立児湯るぴなす支援学校